# Feqiye Teyran
Faqi Tayran (Feqiyê Teyran o Faqē Ṭayrān) (1590-1660) fue uno de los grandes poetas clásicos kurdos. Su verdadero nombre es Mir Muhamed. Sus obras están fuertemente influenciadas por los cuentos del folclore kurdo.

## Biografía
Nació en un pueblo llamado Miks, en la Provincia de Hakkâri del entonces Imperio Otomano, ubicada al sureste de Turquía. En su juventud viajó a Cizre (Botan), en la actual Provincia de Şırnak, para estudiar bajo la supervisión del poeta y sufí kurdo del siglo XVI, Melaye Ciziri (Melayê Cizîrî).

## Obras
Escribió varias obras literarias tales como "Wesfê şêxê senhanî" (Elogio de Sheik San'ani), "Qewlê Hespê Reş"( (La Leyenda del Caballo Negro) y "Ber Sis". 
También escribió poesía. El más famoso de sus poemas, son poemas pastorales que compuso mientras se escribía con Melaye Ciziri.
Faqi Tayran es también conocido por aportar a la narración literaria más antigua de la Batalla de Dimdim ocurrida en 1609-1610, entre los kurdos y el Imperio safávida. 
En la tradición oral (Bayt), la literatura e historias kurdas, esta batalla ha sido tratada como una lucha del pueblo kurdo contra la dominación extranjera. De hecho, DimDim Bayt es considerada una obra épica nacional, después de Mem û Zîn, escrito por Ehmedê Xanî. Es conocido, tanto en los dialectos kurdos Kurmanji y Sorani y en armenio. 